# Марклохе
Марклохе (њем. Marklohe) општина је у њемачкој савезној држави Доња Саксонија. Једно је од 36 општинских средишта округа Нинбург (Везер). Према процјени из 2010. у општини је живјело 4.434 становника. Посједује регионалну шифру (AGS) 3256021.

## Географски и демографски подаци
Марклохе се налази у савезној држави Доња Саксонија у округу Нинбург (Везер). Општина се налази на надморској висини од 25 метара. Површина општине износи 32,9 km². У самом мјесту је, према процјени из 2010. године, живјело 4.434 становника. Просјечна густина становништва износи 135 становника/km².